# Frechinia murmuralis
Frechinia murmuralis là một loài bướm đêm trong họ Crambidae.